# Big Time (chanson de Peter Gabriel)
Pour les articles homonymes, voir Big Time.
Big Time est une chanson de Peter Gabriel extraite de son album So sorti en 1986.
La chanson a été classée no 8 dans le Billboard Hot 100.

## Musiciens
- Stewart Copeland : batterie
- Simon Clark – Orgue Hammond, CMI, basse
- Tony Levin – funk fingers
- Jerry Marotta – funk fingers
- David Rhodes – guitare
- Daniel Lanois – surf guitar
- Peter Gabriel – chant, CMI, synthétiseurs, Prophet, Linn
- P. P. Arnold – chœurs
- Coral Gordon – chœurs
- Dee Lewis – chœurs
- Wayne Jackson – trompette, cornet
- Mark Rivera – saxophone alto, saxophone ténor et saxophone baryton
- Don Mikkelsen – trombone

## Video clip
Après le succès du clip de la chanson Sledgehammer, Gabriel reprend le concept avec une vidéo à base de stop motion, réalisée par David Daniels et produite par Prudence Fenton.

## Pistes
Les versions présentes sur les supports dépendent des sources, la version américaine étant différente de la version anglaise. Tous les titres sont écrits par Peter Gabriel, sauf Across the River écrite par Peter Gabriel, Stewart Copeland, David Rhodes et L. Shankar.
Single vinyle (Europe)
1. Big Time (7" edit)
2. Curtains

Single vinyle (USA)
1. Big Time
2. We Do What We're Told

Maxi single vinyle (Europe)
1. Big Time (extended version)
2. Big Time (7" edit)
3. Curtains

Maxi single vinyle (USA)
1. Big Time (dance mix)
2. In Your Eyes (special mix)
3. We Do What We're Told

Cassette single
1. Big Time (extended version)
2. Curtains
3. No Self Control (live version)
4. Across the River

CD-single
1. Big Time (extended version)
2. Curtains
3. No Self Control
4. Across the River
5. Big Time (7" edit)